# Camillo Gonzaga
Camillo Gonzaga (* 1600 in San Martino dall’Argine; † 22. September 1658 in Split) war ein italienischer Militär aus der Adelsfamilie Gonzaga. Er kämpfte auf kaiserlicher Seite im Dreißigjährigen Krieg und diente später als mantuanischer und venezianischer General.

## Leben
Camillo wurde als Sohn von Ferrante Gonzaga di Bozzolo (1550–1605) und Isabella Gonzaga di Novellara geboren. Der aus einer Nebenlinie des in Mantua herrschenden Geschlechts Gonzaga stammende Camillo trat wie seine Brüder Luigi und Annibale im Laufe des Dreißigjährigen Kriegs in die Armee des Kaisers Ferdinand II. ein. Der Kaiser war selbst in zweiter Ehe mit Eleonora Gonzaga aus der Hauptlinie der Familie verheiratet. Luigi Gonzaga wurde später Gouverneur von Raab, während Annibale lange Jahre als Stadtkommandant von Wien diente.
1633 übernahm Camillo den Befehl eines neu eingerichteten Infanterieregiments. Damit nahm er 1634 an der Belagerung und erfolgreichen Rückeroberung von Regensburg teil. Im sogenannten Französisch-Schwedischen Krieg nach dem Kriegseintritt Frankreichs gegen den Kaiser stand er 1635 mit seinen Truppen unter Befehl von General Gallas am Rhein. 1636 befehligte Gonzaga sein Regiment in Norddeutschland und beteiligte sich im darauffolgenden Jahr an der Einnahme von Wolgast.
Laut einer Quelle kämpfte Camillo Gonzaga 1639 unter Ottavio Piccolomini in der Schlacht bei Diedenhofen, in der vor der Stadt ein französisches Belagerungsheer von Kaiserlichen und Spaniern geschlagen wurde. Dabei kann es sich um eine Verwechslung mit seinem Bruder Luigi handeln, der in der Schlacht Teil des kaiserlichen Generalstabs war.
Ende 1639 erlaubte Kaiser Ferdinand III. den Spaniern, sechs Regimenter in den österreichischen Erblanden anzuwerben als Kompensation für die Rücknahme der Hilfstruppen unter Piccolomini aus den Südlichen Niederlanden nach Böhmen. Mit dem Kommando über die neu geworbenen Regimenter wurde Gonzaga beauftragt, der am 26. April 1640 zum Generalfeldwachtmeister befördert wurde.
Die in Oberösterreich gemusterten Regimenter sollten im Sommer 1640 an den Rhein ziehen, wurden aber im August nach Friedberg in Hessen umgeleitet. Gonzaga vereinigte dort seine Truppen mit denen von Gottfried Huyn von Geleen. Im September verstärkten beide die kaiserliche Hauptarmee unter Piccolomini und Erzherzog Leopold Wilhelm, die die Schweden unter Johan Banér an die Weser zurückdrängte. Über den Winter war Gonzaga mit seinen Truppen in Worms einquartiert, wo er den Juden der Stadt am 17. Dezember 1640 einen Schutzbrief ausstellte.
Im nächsten Jahr sammelte Gilles de Haes Gonzagas Regimenter, eroberte am 2. Juni 1641 Bad Kreuznach und übergab die Truppen an Guillaume de Lamboy, der sie nach Sedan zur Unterstützung einer französischen Adelsrevolte führte. Die bisherigen Truppen Gonzagas, darunter sein eigenes Regiment, kämpften danach unter Lamboys Kommando am 6. Juli 1641 in der Schlacht von La Marfée und besiegten ein Heer des französischen Königs. Trotzdem scheiterte die französische Adelsrevolte, da deren Anführer Louis de Bourbon, comte de Soissons, in der Schlacht auf kaiserlicher Seite ums Leben kam. Ein halbes Jahr später erlitt Gonzagas Regiment schwere Verluste bei Lamboys Niederlage am 17. Januar 1642 gegen Franzosen und Hessen bei Kempen.
Gonzaga führte zu diesem Zeitpunkt nicht selbst sein Regiment, sondern wurde spätestens ab Ende 1641 bei der kaiserlichen Hauptarmee eingesetzt. Ende Oktober 1641 eröffnete er die Belagerung Einbecks in Niedersachsen durch kaiserliche und bayerische Truppen. Im März 1642 war er in Merseburg stationiert, um in Piccolominis Auftrag das militärische Geschehen entlang der Saale zu beobachten. In der Zweiten Schlacht bei Breitenfeld am 2. November 1642 gegen die Schweden wurde er verwundet. Er soll in der Schlacht zusammen mit seinem Bruder Annibale das Leben des Erzherzogs Leopold Wilhelm gerettet haben.
Im nächsten Jahr trat er als General der Artillerie in den Militärdienst der Republik Venedig. Für die Serenissima kämpfte er 1643 im ersten Krieg um Castro gegen Papst Urban VIII. und 1645 bei der Verteidigung von Candia auf Kreta gegen die Osmanen. Später trat er in den Dienst seines Verwandten, des Herzogs von Mantua. 1652 eroberte er zusammen mit spanischen Truppen unter dem Marqués de Caracena die Festung Casale von den Franzosen. Die Besatzung der Zitadelle ergab sich am 22. Oktober 1652, Gonzaga nahm den Ort daraufhin wieder für das Herzogtum im Besitz. Anschließend wurde er Generalgouverneur des Montferrats, bis er sich wieder der venezianischen Armee anschloss. 1658 starb er als Anführer der dalmatischen Streitkräfte Venedigs in Split.